# ورژرو
ورگروکس (به فرانسوی: Vergeroux) یک کمون در فرانسه است که در Canton of Rochefort-Nord واقع شده‌است.

## خصوصیات
ورگروکس ۵٫۵۳ کیلومترمربع مساحت و ۹۸۸ نفر جمعیت دارد.